# Billy Cobham
Billy Cobham (* 16. května 1944, Panama) je v současnosti jedním z nejuznávanějších jazzových bubeníků.

## Život
Narodil se ve městě Colón v Panamě. V průběhu dětství se s rodiči přestěhoval do Brooklynu v New Yorku. Ke hře na bicí se dostal díky svému bratranci, který stavěl konga. Na jevišti bubnoval poprvé v osmi letech. Navštěvoval slavnou newyorskou školu High School of Music and Art, kde studoval hudební teorii a teorii hry na bicí nástroje s takovými jazzovými talenty, jako byli Thelonious Monk nebo Stan Getz. V roce 1962 na této škole získal diplom. V letech 1965 až 1968 hrál v kapele armády Spojených států.
Proslavil se koncem šedesátých a začátkem sedmdesátých let 20. století, kdy hrál nejdříve v jazzrockockových ansámblech trumpetisty Milese Davise, později rovněž s jazzrockovou skupinou Mahavishnu Orchestra, Johna McLaughlina. Disponuje velmi výrazným bubenickým stylem, ve kterém jsou patrny vlivy jazzu, rocku a funku. Americký hudební kritik Steve Huey ho za jeho „schopnost hrát razantně a zároveň precizně“ řadí k nejlepším jazzrockovým bubeníkům.
Od roku 1985 žije střídavě v Curychu a New Yorku.

## Kariéra
Cobham zahájil svou hudební spolupráci nejprve s kapelou Dreams, kde hrál mimo jiné se spolupráči Michaelem Breckerem, Randy Breckerem, Barry Rogersem a Johnem Abercrombie.

### Mahavishnu Orchestra
V roce 1971 se Cogham společně s Johnem McLaughlinem stali členy skupiny Mahavishnu Orchestra. S touto skupinou vydali spoolečně tři alba: The Inner Mounting Flame (1971) and Birds of Fire (1973), a jedno živé album Between Nothingness & Eternity (1973).

### Sólová dráha
V roce 1973 Billy Cobham debutoval sólovým albem Spectrum. Poté zahájil sólovou kariéru, ale také řadu spoluprací s hudebníky, jako byl Bob Weir (Grateful Dead) a jeho skupina Bobby and the Midnites.

### Billy Cobham &Time Machine
Ke svým 80. narozeninám vyrazil na turné s názvem Time Machine. Kapela Time Machine hraje ve složení:
- Billy Cobham – drums
- Victor Cisternas – bass
- Rocco Zifarelli - guitar
- Joel Lyssarides – keyboards
- Antonio Baldino – trumpet
- Andrea Andreoli – trombone
- Bjorn Arko – saxophone

## Diskografie
- Spectrum (WEA)
- Crosswind (WEA)
- Total Eclipse (WEA)
- Shabazz (WEA)
- A Funky Thide Of Things (WEA)
- Life and Times (WEA)
- Cobham/Duke Live (WEA)
- Inner Conflicts (WEA)
- Magic/ Symplicity of Expression Depth Of Thought (CBS)
- Simplicity of Expression
- Flight Time (InAkustik)
- Stratus (InAkustik)
- Observations & Reflections (Elektra/Musician)
- Smokin’ (Elektra/Musician)
- Warning (Eagle Rock)
- Power Play (Eagle Rock)
- The Traveler (Eagle Rock)
- Nordic (Eagle Rock)
- Nordic / Off Color (Eagle Rock)
- Live In Rome in 5.1 (Tweedle DTS)
- By Design
- Focused
- Picture This
- Ensemble New Hope Street (Eagle)
- North By NorthWest (Creative MultiMedia Concepts)
- Drum and Voice ( Nicolosi Productions - Just Groove)
- Incoming (K-tel)
- Paradox - Paradox (Enja)
- Paradox - First/Second (Enja)
- Best Of (Atlantic)
- Art Of Three (In And Out Records)
- Billy Cobham Culture Mix (In And Out Records)
- Culture Mix - Colours (In And Out Records)
- The Art Of Five (In And Out Records)
- Drum'n'voice 2 (Nicolosi Production - Just Groove) 2006